# Saint-Mesmes
Saint-Mesmes és un municipi francès, situat al departament de Sena i Marne i a la regió de Illa de França. L'any 2007 tenia 527 habitants.
Forma part del cantó de Claye-Souilly, del districte de Meaux i de la Comunitat de comunes Plaines et Monts de France.

## Demografia

### Població
El 2007 la població de fet de Saint-Mesmes era de 527 persones. Hi havia 165 famílies, de les quals 16 eren unipersonals (12 homes vivint sols i 4 dones vivint soles), 35 parelles sense fills, 102 parelles amb fills i 12 famílies monoparentals amb fills.
La població ha evolucionat segons el següent gràfic:
Habitants censats

### Habitatges
El 2007 hi havia 183 habitatges, 171 eren l'habitatge principal de la família, 2 eren segones residències i 10 estaven desocupats. 174 eren cases i 10 eren apartaments. Dels 171 habitatges principals, 153 estaven ocupats pels seus propietaris, 12 estaven llogats i ocupats pels llogaters i 7 estaven cedits a títol gratuït; 1 tenia una cambra, 7 en tenien dues, 6 en tenien tres, 32 en tenien quatre i 126 en tenien cinc o més. 155 habitatges disposaven pel capbaix d'una plaça de pàrquing. A 56 habitatges hi havia un automòbil i a 113 n'hi havia dos o més.

### Piràmide de població
La piràmide de població per edats i sexe el 2009 era:
| Homes | Edats   | Dones |
| ----- | ------- | ----- |
| 0     | 95 o +  | 0     |
| 0     | 90 a 94 | 0     |
| 0     | 85 a 89 | 0     |
| 0     | 80 a 84 | 0     |
| 0     | 75 a 79 | 0     |
| 4     | 70 a 74 | 4     |
| 12    | 65 a 69 | 0     |
| 0     | 60 a 64 | 8     |
| 4     | 55 a 59 | 0     |
| 0     | 50 a 54 | 8     |
| 20    | 45 a 49 | 8     |
| 28    | 40 a 44 | 20    |
| 28    | 35 a 39 | 28    |
| 44    | 30 a 34 | 44    |
| 12    | 25 a 29 | 12    |
| 4     | 20 a 24 | 8     |
| 4     | 15 a 19 | 12    |
| 8     | 10 a 14 | 20    |
| 40    | 5 a 9   | 32    |
| 20    | 0 a 4   | 32    |

## Economia
El 2007 la població en edat de treballar era de 367 persones, 305 eren actives i 62 eren inactives. De les 305 persones actives 296 estaven ocupades (156 homes i 140 dones) i 9 estaven aturades (4 homes i 5 dones). De les 62 persones inactives 18 estaven jubilades, 29 estaven estudiant i 15 estaven classificades com a «altres inactius».

### Ingressos
El 2009 a Saint-Mesmes hi havia 166 unitats fiscals que integraven 519 persones, la mediana anual d'ingressos fiscals per persona era de 23.959 €.

### Activitats econòmiques
Dels 37 establiments que hi havia el 2007, 5 eren d'empreses de fabricació d'altres productes industrials, 10 d'empreses de construcció, 5 d'empreses de comerç i reparació d'automòbils, 3 d'empreses de transport, 3 d'empreses d'informació i comunicació, 7 d'empreses immobiliàries, 1 d'una empresa de serveis, 2 d'entitats de l'administració pública i 1 d'una empresa classificada com a «altres activitats de serveis».
Dels 10 establiments de servei als particulars que hi havia el 2009, 1 era un taller de reparació d'automòbils i de material agrícola, 2 paletes, 1 guixaire pintor, 1 fusteria i 5 lampisteries.
L'any 2000 a Saint-Mesmes hi havia 5 explotacions agrícoles que ocupaven un total de 705 hectàrees.

## Equipaments sanitaris i escolars
El 2009 hi havia una escola elemental integrada dins d'un grup escolar amb les comunes properes formant una escola dispersa.

## Poblacions més properes
El següent diagrama mostra les poblacions més properes.